# Astochia nigranta
Astochia nigranta är en tvåvingeart som beskrevs av Scarbrough 2004. Astochia nigranta ingår i släktet Astochia och familjen rovflugor.
Artens utbredningsområde är Thailand. Inga underarter finns listade i Catalogue of Life.